# FFG-815 강원
FFG-815 강원은 대한민국 해군이 운용하는 인천급 호위함 중 하나이다.